# José Pereira de Lacerda
Pour les articles homonymes, voir Lacerda.
José Pereira de Lacerda (né le 7 juin 1662 à Castello de Moura en Alentejo, au Portugal et mort le 28 septembre 1738 à Faro) est un cardinal portugais du XVIIIe siècle.

## Biographie
José Pereira de Lacerda est élu évêque de Faro en 1716. Le pape Clément XI le crée cardinal lors du consistoire du 29 novembre 1719. 
Pereira arrive trop tard au conclave de 1721, lors duquel Innocent XIII est élu et il reste à Rome et est nommé ministre du Portugal auprès du Saint-Siège. Il participe au conclave de 1724 (élection de Benoît XIII), mais ne participe pas au conclave de 1730 (élection de Clément XII).

### Source
- Fiche du cardinal sur le site fiu.edu